# بنوا غوسلين
بنوا غوسلين هو لاعب هوكي الجليد كندي، ولد في 19 يوليو 1957 في مونتريال في كندا.

## وصلات خارجية
- بنوا غوسلين على موقع دوري الهوكي الوطني (الإنجليزية)
- بنوا غوسلين على موقع EliteProspects.com (الإنجليزية)
- بنوا غوسلين على موقع HockeyDB.com (الإنجليزية)
- بنوا غوسلين على موقع Hockey-Reference.com (الإنجليزية)